# Сумбинг (Суматра)
Сумбинг (индон. Sumbing) — стратовулкан на острове Суматра в Индонезии. Абсолютная высота составляет 2507 м. За всё время зафиксировано только два извержения: в 1909 и 1921 годах, эксплозивность обоих извержений по шкале VEI составляет 2 балла. У подножия вулкана находятся горячие источники, а в его кратере — вулканическое озеро.